# Blågården
Blågården är en sjö i Norrtälje kommun i Uppland och ingår i Norrtäljeån-Åkerströms kustområde. Sjön är 2,8 meter djup, har en yta på 0,0665 kvadratkilometer och är belägen 40 meter över havet.

## Delavrinningsområde
Blågården ingår i det delavrinningsområde (661551-165290) som SMHI kallar för Mynnar i Bergshamraån. Medelhöjden är 37 meter över havet och ytan är 15,82 kvadratkilometer. Det finns inga avrinningsområden uppströms utan avrinningsområdet är högsta punkten. Vattendraget som avvattnar avrinningsområdet har biflödesordning 2, vilket innebär att vattnet flödar genom totalt 2 vattendrag innan det når havet efter 10 kilometer. Avrinningsområdet består mestadels av skog (71 procent) och jordbruk (18 procent). Avrinningsområdet har 0,57 kvadratkilometer vattenytor vilket ger det en sjöprocent på 3,6 procent.